# William Pole (Politiker, 1561)

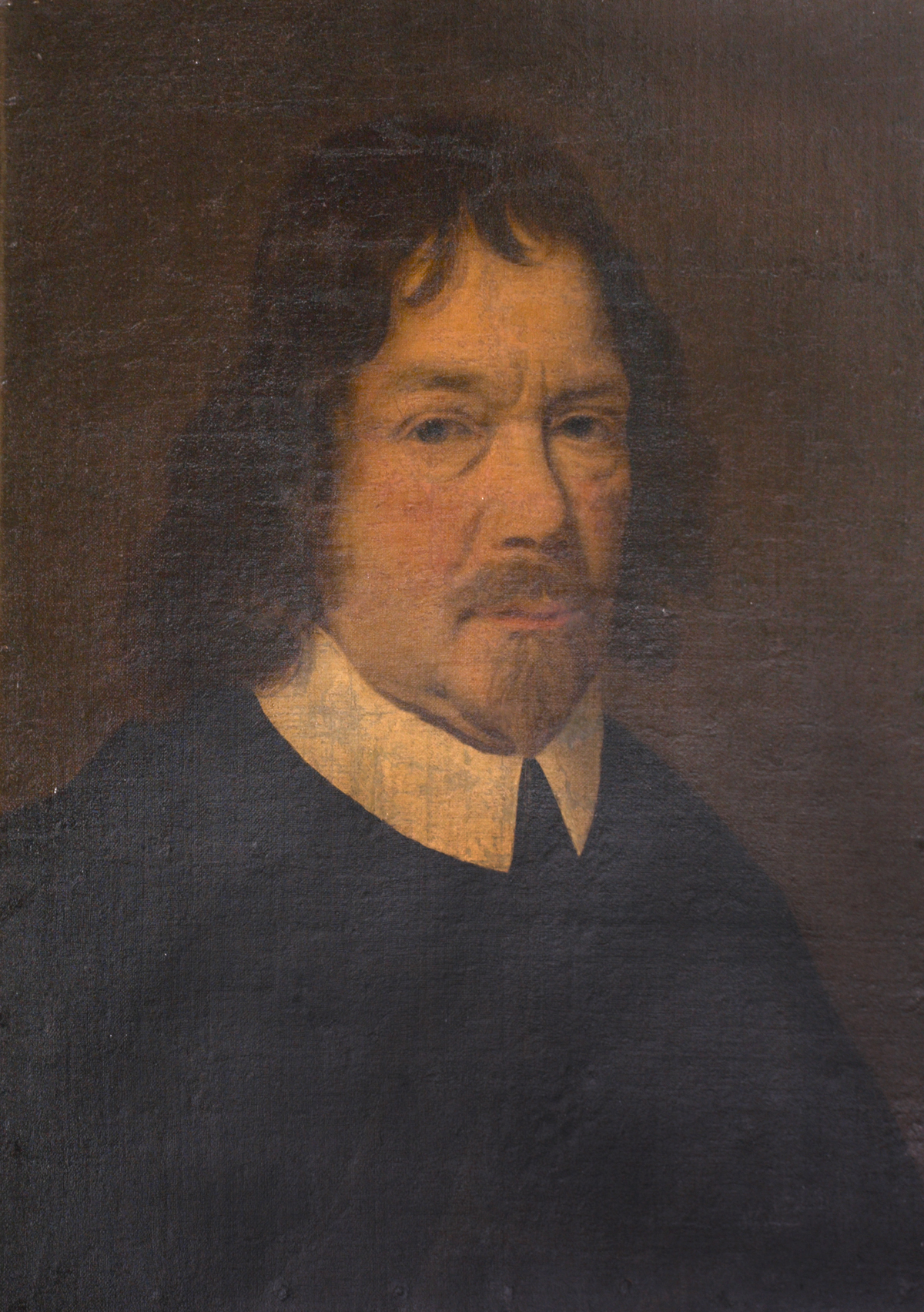
Um 1620 entstandenes Porträt von Sir William Pole

Sir William Pole (getauft am 27. August 1561; † 9. Februar 1635 oder 1636 in Colcombe Castle) war ein englischer Adliger und Politiker. Wegen seiner Studien zur Geschichte von Devon wurde er als Antiquar von Devon bezeichnet.

## Herkunft und Ausbildung
William Pole entstammte der Familie Pole, einer alten Familie der Gentry mit umfangreichen Grundbesitz im östlichen Devon. Er war der älteste Sohn des William Pole (1515–1587), Gutsherr von Shute in Devon, aus dessen zweiter Ehe mit Katherine Popham († 1583). Er wurde am 27. August 1561 in Colyton getauft. Pole besuchte vermutlich das Exeter College der Universität Oxford. Im Februar 1579 begann er eine juristische Ausbildung am Inner Temple in London, wo bereits sein Vater studiert hatte.

## Politische Tätigkeit
Mit Unterstützung seines Schwiegervaters William Peryam wurde Pole bei der Unterhauswahl 1586 als Abgeordneter für das Borough Bossiney in Cornwall gewählt. Bei der Unterhauswahl 1588 und bei den folgenden Wahlen kandidierte er nicht erneut. Pole übte dazu verschiedene andere lokale Ämter aus, unter anderem diente er ab 1591 als Friedensrichter und von 1602 bis 1603 als Sheriff von Devon. Am 15. Februar 1606 wurde er von König Jakob I. im Whitehall Palace zum Knight Bachelor geschlagen. Er beteiligte sich mit einem Anteil von über £ 37 an der Virginia Company und erließ 1612 mit die dritte Charta der Gesellschaft.

## Tätigkeit als Antiquar
Nach dem Tod seines Vaters 1587 hatte er dessen Besitzungen geerbt, darunter Shute House und Colcombe Castle, das er zu seinem Hauptwohnsitz ausbauen ließ. Neben seiner politischen Tätigkeit widmete er sich zunehmend der Geschichte von Devon, doch er selbst veröffentlichte seine Arbeiten nicht. 1608 veröffentlichte Ralph Brooke vom York Herald Auszüge aus seinen Schriften. Vermutlich um 1617 hatte Pole zwei Folio-Bände vollendet, die 1791 von seinem Nachfahren Sir John de la Pole, 6. Baronet herausgegeben wurden. Bereits zuvor hatte John Anstis, ein Verwandter seiner Nachfahren, von Poles Manuskript eine Abschrift gemacht, die weiter kopiert wurde. In einem weiteren, 622 Seiten starken Manuskript hatte Pole zahlreiche Besitzurkunden erfasst, diese Schrift diente als Vorlage für den Historiker John Prince für dessen 1701 erschienene Schrift Danmonii orientales illustres. Einen kleinen Auszug des Manuskripts ließ Sir Thomas Philipps als Sir William Pole's Copies of Extracts from Old Evidences um 1840 für sich drucken. Diese Werke bezeugen den Eifer von Pole, Urkunden und Dokumente der Gentry von Devon zu erfassen. Durch Poles Arbeit sind auch sonst verloren gegangene  Kopialbücher von Tavistock und Newenham Abbey überliefert. Zahlreiche andere Schriften von Pole wurden dabei während des Englischen Bürgerkriegs zerstört, als Colcombe Castle niedergebrannt wurde.

## Familie und Nachkommen
Am 20. Juli 1583 hatte Pole in Shobrooke Mary Peryam, eine Tochter von Sir William Peryam, Gutsherr von Crediton, geheiratet. Zusammen mit ihren Schwestern erbte sie 1604 das Vermögen ihres Vaters. Mit ihr hatte er sechs Söhne und sechs Töchter, darunter:
- Sir John Pole, 1. Baronet (um 1589–1658);
- Katherine Pole, ⚭ Thomas Southcote;
- Mary Pole, ⚭ (1) Nicholas Hurst († vor 1606), ⚭ (2) Francis Courtenay († 1638);
- Periam Pole (1592–1642) ⚭ Dorothy Hippisley.

Seine Frau starb im Mai 1606 nach einem Sturz. Danach heiratete er in zweiter Ehe Jane, die wohlhabende Witwe von Roger How aus London. Sie war eine Tochter von William Simmes (auch Symes), Gutsherr von Chard in Somerset. Diese Ehe blieb kinderlos.
Nach seinem Tod wurde er in der Kirche von Colyton beigesetzt. Sein Erbe wurde sein zweiter, doch ältester überlebende Sohn John Pole.

## Werke
- Collections towards a description of the county of Devon, London 1791.
- Sir Wm. Pole's copies of, and extracts from old Evidences, chiefly in the West of England., Middle Hall, um 1840.